# Chromatomyia clemativora
Chromatomyia clemativora är en tvåvingeart som först beskrevs av Daniel William Coquillett 1910.  Chromatomyia clemativora ingår i släktet Chromatomyia och familjen minerarflugor. Inga underarter finns listade i Catalogue of Life.